# Guillaume de La Roue
Guillaume de La Roue, mort le 9 août 1282 ou 1283 au château de Beaujeu, est un prélat français du XIIIe siècle, évêque du Puy. 

## Biographie
Guillaume est le fils d'Armand Ier ou II de La Roue seigneur d'Aubrigoux, et de Jeanne de la Roche. 
Il est moine de l'abbaye de La Chaise-Dieu, prieur de La Chaulme et de Sainte-Croix-de-Savigny. Guillaume est élu évêque du Puy par les chanoines du chapitre en 1260, tandis que le prévôt et le doyen élisent Simon de Brion, trésorier de Saint-Martin-de-Tours, futur pape Martin IV. Urbain V confirme en 1263 la validité de l'élection de Guillaume.
Guillaume a comme ses prédécesseurs de grands démêlés avec les habitants du Puy. À la suite d'une grande sédition dans laquelle périt le bailli de l'évêque, Guillaume de Rochebaron, plusieurs des séditieux, et même  quelques-uns des consuls, sont pendus devant l'église des cordeliers. Le roi retire à la ville tous ses privilèges, dont elle est privée pendant fort longtemps. 
C'est Guillaume qui jette les fondements du château d'Espaly. Il est un des bienfaiteurs des  Frères-des-Sacs, ou de la Pénitence de Jésus-Christ. En 1280, l'évêque achète le château de Beaujeu à Jarenton de Saint-Romain et le château de Monistrol à  Guiges de Saint-Didier. Vers 1280, il fonde la léproserie de Beaujeu sur la paroisse de Chambon-sur-Lignon, une autre à Yssingeaux et une troisième à Monistrol-sur-Loire.